# Energia de nível de vácuo

## Definição

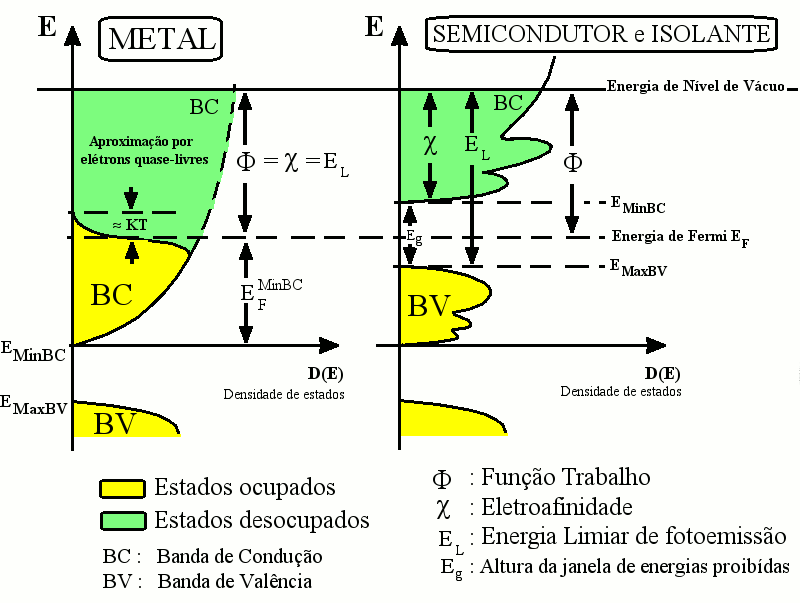
Principais energias em estrutura de bandas para sólidos cristalinos.

Energia de Nível de Vácuo (Ev) ou simplesmente Energia de Vácuo (Ev) é um termo usado em espectroscopia de elétrons para referir-se à energia total que um elétron possui quando este se encontra estático em relação à amostra em análise - feita em uma câmara de vácuo - e a uma distância tal desta que mais nenhum efeito elétrico proveniente da ausência do mesmo na amostra, suposta inicialmente neutra, possa vir a ser sentido.
Um elétron com energia total igual à energia de nível de vácuo é um elétron que possui a exata energia cinética necessária para libertar-se do potencial confinante da amostra - na maioria das vezes um sólido - tendo condições de abandoná-la e tornar-se, assim, um elétron livre, estático em uma região imediatamente ao redor da amostra mas na qual amostra não possa mais atraí-lo de volta. Elétrons com energia total acima da energia de nível de vácuo seriam percebidos na região antes citada não como elétrons estáticos, mas sim como elétrons em movimento. Sua energia cinética seria então a diferença entre sua energia total e a energia de nível de vácuo. Elétrons com energia total menor que a energia de nível de vácuo estão confinados à amostra e não conseguem abandoná-la, permanecendo sempre no interior da mesma.
A energia de nível de vácuo seria, e normalmente é, o nível de referência quando se fala de átomos ou amostras gasosas, sendo nestes casos definida como zero, portanto. Em sólidos, entretanto, devido a fatores experimentais a energia mais apropriada para se usar como referência é na maioria dos casos a energia de Fermi e não a energia de vácuo, apesar de outras energias também poderem ser usadas como energias de referência.